# Artur Władysław Potocki
Artur Władysław Potocki (né le 14 juin 1850 à Krzeszowice, aujourd'hui en Voïvodie de Petite-Pologne et mort le 29 mars 1890 au même lieu) est un comte et chambellan à la cour d'Autriche. Il est également politicien conservateur galicien .

## Biographie
Artur est le fils d' Adam Potocki et de Katarzyna Branicki. Il est le frère d'Andrzej Kazimierz Potocki et de Róża Raczyńska. Il a été baptisé à Krzeszowice et a reçu comme prénoms : Artur Władysław Józef Maria Potocki. Il est diplômé du lycée Sainte-Anna à Cracovie, puis il a étudié à Paris et à Wrocław. Il a interrompu ses études pendant un an pour servir dans un régiment de fusiliers en République tchèque.
Il possédait de nombreux domaines : Krzeszowice, Staszowskie, Mędrzechów, Biała Cerkiew et Ruda.
En 1881, il a reçu le titre de chambellan autrichien et membre à vie de la Chambre des seigneurs autrichienne.
En tant qu'acteur économique, il était membre de nombreuses organisations sociales. Dans les années 1887-1889, il était le président de la société agricole de Cracovie. Il a été président de la société d'assurances de Cracovie et du conseil de surveillance. De 1887 à 1890, il a été président de la société mutuelle d'assurance à Cracovie. Il a fondé la banque coopérative à Krzeszowice.
Le 7 juillet 1877, il épouse Anna Róża Lubomirska (1860-1881). De ce mariage naissent trois filles :
- Róża Maria Potocka (1878-1931), épouse de Maciej Radziwilł ;
- Zofia Maria Potocka (1879-1933), épouse de Zdzisław Jan Tarnowski ;
- Anna Potocka (1881-1881), morte trois jours après sa naissance.

Il meurt des suites d'un cancer de la gorge. Il est inhumé le 29 mars 1890 dans la crypte de la famille Potocki à Krzeszowice.